# یوجی ماکیاورا
یوجی ماکیاورا (ژاپنی: 牧浦 裕司؛ زادهٔ ۱۴ آوریل ۱۹۸۶) یک بازیکن فوتبال اهل ژاپن است.
از باشگاه‌هایی که در آن بازی کرده‌است می‌توان به باشگاه فوتبال فاگیانو اوکایاما اشاره کرد.